# Bunești (Brașov)
Bunești (abans Bundorf;en  alemany: Bodendorf;en hongarès: Szászbuda) és un municipi del comtat de Brașov, Transsilvània, Romania. Està compost per cinc pobles: Bunești, Criț, Meșendorf, Roadeș i Viscri. Cadascun d'ells té una església fortificada. El recorregut de la Via Transilvanica passa pels pobles Roadeș i Criț.
La comuna es troba a la part nord del comtat, a la frontera amb el comtat de Mureș. És a 82,7 km de Brașov, 57,4 km de Făgăraș, i 34,6 km de Sighișoara. El municipi es troba a la conca hidrogràfica entre les conques del riu Olt i el riu Târnava Mare. El riu Gorgan flueix al sud-est a través de Viscri, cap al riu Cozd, mentre que el riu Scroafa flueix al nord-est pels pobles de Bunești i Criț, i finalment desemboca al Târnava Mare.